# Junia (Zeitschrift)
Junia (bis 2020 Frau und Mutter) ist die Mitgliederzeitschrift der Katholischen Frauengemeinschaft Deutschlands (kfd). Sie erscheint mit der Namensumstellung im Januar 2021 zweimonatlich; Frau und Mutter war zuletzt in 11 Monatsausgaben erschienen. Die verbreitete Auflage betrug im Jahr 2024 265.000 Exemplare.

## Geschichte
Frau und Mutter erschien erstmals im Jahr 1909 unter dem Titel Die Mutter als Monatsblatt für Frauen des Volksvereins für das katholische Deutschland. 1913 wurde die Zeitschrift zur Monatsschrift für katholische Frauen. Die Redaktion lag in Händen von Otto Müller und Rosa Breuer. Der Hauptinhalt waren Alltagsthemen und -probleme des Familienlebens. In den 1920er-Jahren wurde „Die Mutter“ zur „Monatsschrift für katholische Frauen und Verbandszeitung christlicher Mütterwerke“. 1928, nach dem Zusammenschluss der Müttervereine der einzelnen Diözesen zu einem Gesamtverband änderte sie ihren Untertitel zu „Zeitschrift des Verbandes der katholischen Frauen- und Müttervereine Deutschlands – Sendbote des Gebetapostolats“ und wurde Mitgliederzeitschrift für etwa 850.000 Mitglieder in 2200 Müttervereinen. 
Im Januar 1931 wurde der Titel der Zeitschrift von „Die Mutter“ zu „Frau und Mutter“ geändert. In den Folgejahren wurde der Inhalt unter anderem auch von deutlicher Kritik am erstarkenden Nationalsozialismus geprägt. Kurz vor der Reichstagswahl 1932 erschien ein Artikel unter dem Titel „Mütter! Seid auf der Wacht!“. Im Jahr 1939 wurde die Zeitschrift von den Nationalsozialisten verboten.
Nach dem Zweiten Weltkrieg erschien Frau und Mutter erstmals im Jahr 1948 wieder mit dem Untertitel Monatsschrift für die katholische Frau in Familie und Beruf und einem Umfang von 16 Seiten. Die Schriftleitung lag in den Händen von Maria Vielhaber. Ab 1957 war die Zeitschrift wieder die offizielle Zeitschrift des Zentralverbandes der katholischen Frauen- und Müttergemeinschaften. Im Jahr 1960 übernahm Anneliese Lissner die Schriftleitung des Blattes. Als diese 1972 zur ersten Generalsekretärin der nunmehr Katholischen Frauengemeinschaft Deutschlands gewählt wurde, übernahmen Ruth Ahl und Helma Schilasky-Palm die Redaktion. In dieser Zeit entwickelte sich die Zeitschrift mehr und mehr zum politischen und verbandlichen Medium des neu aufgebauten Bundesverbandes der kfd. Im Herbst 1980 trat Barbara Leckel an die Stelle von Helma Schilasky-Palm.   
Im Jahr 1986 übernahmen Anneliese Knippenkötter und Barbara Leckel die Redaktion von Frau und Mutter. Zunächst wechselten sie die Schreibweise des Titels zu „frau + mutter“. Im Jahr 1988 wurde dies dann zu „Frau + mutter“ geändert, was zu Proteststürmen führte. Nach tief gehenden Streitigkeiten kann der Titel beibehalten werden. 1998 wurde Barbara Leckel verantwortliche Redakteurin der kfd-Mitgliederzeitschrift. Im Jahr 2002 erfolgte eine Neugestaltung der Zeitschrift, die nun in einem größeren Format, in Vollfarbdruck und mit einem stark gewandelten Gestaltungskonzept erscheint.
Seit Januar 2011 erschien die Zeitschrift mit dem Untertitel „Menschen Leben Vielfalt – Zeitschrift der kfd“. 2015 ging Barbara Leckel in den Ruhestand. Ihr folgte Nikola Hollmann. 2017 feierte Frau und Mutter 100. Jahrgangsjubiläum. Von 2018 bis 2022 war Jutta Laege Chefredakteurin von Frau und Mutter bzw. Junia. Ihr folgte Friederike Frücht.
Im September 2020 beschloss die kfd, dass die Zeitschrift ab Januar 2021 unter dem Titel Junia erscheinen soll, benannt nach der Apostelin Junia.